# Крапчатый сомик
Крапчатый сомик, или соломенный панцирник, или мраморный сомик, или простой сомик (лат. Corydoras paleatus) — вид лучепёрых рыб семейства панцирных сомов (Callichthyidae). Популярная аквариумная рыба, известная также под названиями обыкновенный сомик и коридорас. Несмотря на название "панцирник", никакого отношения к панцирным щукам не имеет.
Родина — пресноводные водоёмы юго-востока Южной Америки — бассейна эстуария Ла-Платы. Спинка и плавники бледно-коричневые с множеством тёмных пятен, брюшко розовато-золотистой окраски. Две пары усиков на верхней губе. Самка вырастает до 7 сантиметров, самец, обычно на 1—2 сантиметра меньше самки. У самцов спинной плавник острый, треугольной формы, у самок спинной плавник закруглён. Крапчатые сомики — стайные, мирные рыбы, с пиком активности в тёмное время суток, вполне активны и днём. Живут 6—8 (до 15) лет. Имеют альбиносную  вуалевую  и золотую форму.

## Содержание и разведение
Оптимальная температура содержания +20…+25 °C. Половой зрелости достигают в 6—8 месяцев. Нерест стайный, стимулируется подменой большого объёма воды и интенсивной аэрацией (имитация сезона дождей). Самка мечет около 200 икринок. Икра крупная бело-прозрачная, диаметром 1,5—3 мм. Инкубационный период 4—12 суток, в зависимости от температуры.
Род Corydoras содержит в своём составе много видов, встречающихся в домашних аквариумах, но наиболее распространённым является именно крапчатый сомик.